# Мошуров
Мошу́ров (укр. Мошурів) — село в Звенигородском районе Черкасской области Украины. До админреформы 2020 года входило в Тальновский район.
Население по переписи 2001 года составляло 2015 человек. Население по данным 2024 года составляло 1694 человека. Почтовый индекс — 20432. Телефонный код — 4731.

## Известные уроженцы
- Катернога, Мусий Тимофеевич (1912—1998) — украинский советский архитектор, график, педагог, профессор, кандидат архитектуры.
- Штангей, Владимир Фокович  (1895—1937) — украинский прозаик.
- Бабенко, Владимир Дмитриевич (1931—1996) — первый Глава администрации Тамбовской области (1991—1995).

## Местный совет
20432, Черкасская обл., Тальновский р-н, с. Мошуров, ул. Октябрьская, 3